# Дмитрівська церква (Згорани)
Церква святого великомученика Димитрія — постійно діючий православний (УПЦ МП) храм у селі Згорани в Ковельському районі на Волині. Настоятель — ієрей Петро Луць. Збудований у 1674 році храм та дзвіниця є пам'ятками архітектури та містобудування національного значення.

## Архітектура
Дмитрівська церква є однією із старовинних дерев'яних трьохчастних церков Волині з виділеним в плані значних розмірів центральним зрубом. Перекриття шатрове з крихітною главою під час реконструкції XIX століття було в інтер'єрі зашито дошками, а зовні закрито високим двосхилим дахом, який закриває частково барабан глави. Тоді ж стіни були обшиті вертикально дошками з нащільниками і значно розширені вікна в центральному об'ємі, над яким влаштована декоративна главка, а на вершинах дахів східної частини і притвору — декоративні постаменти.
Інтер'єр пам'ятки зберіг риси народності. Цікава за пропорціями напівкругла арка, яка з'єднує притвор з центральним зрубом. Збереглося оздоблення інтер'єру: живопис XVII-XVIII століття, різьба XVIII-XIX століття. Окремо на північний захід від церкви розташована старовинна дерев'яна, присадкувата (четверик на четверику), шатрова дзвіниця, реконструйована одночасно з церквою.

## Галерея

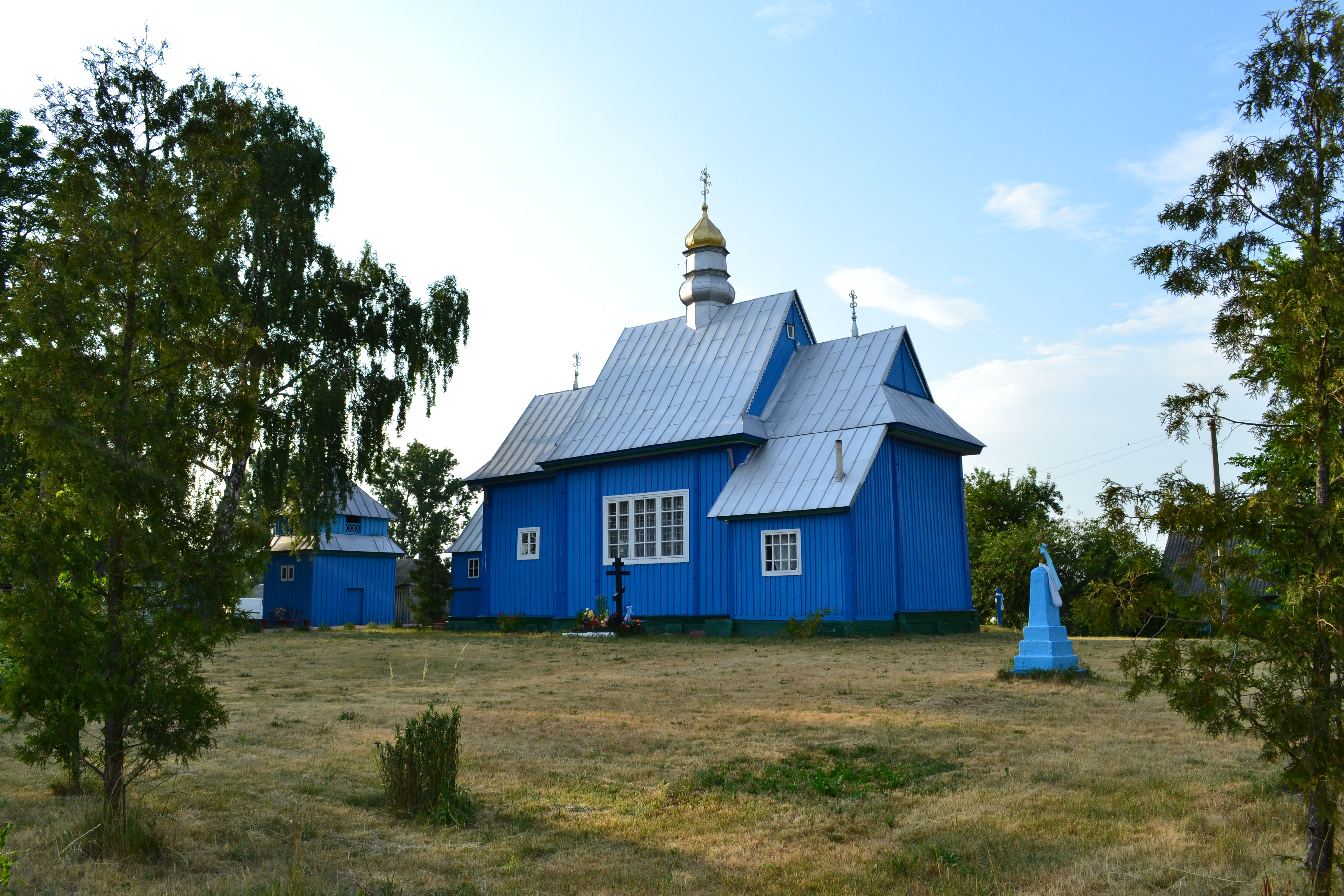
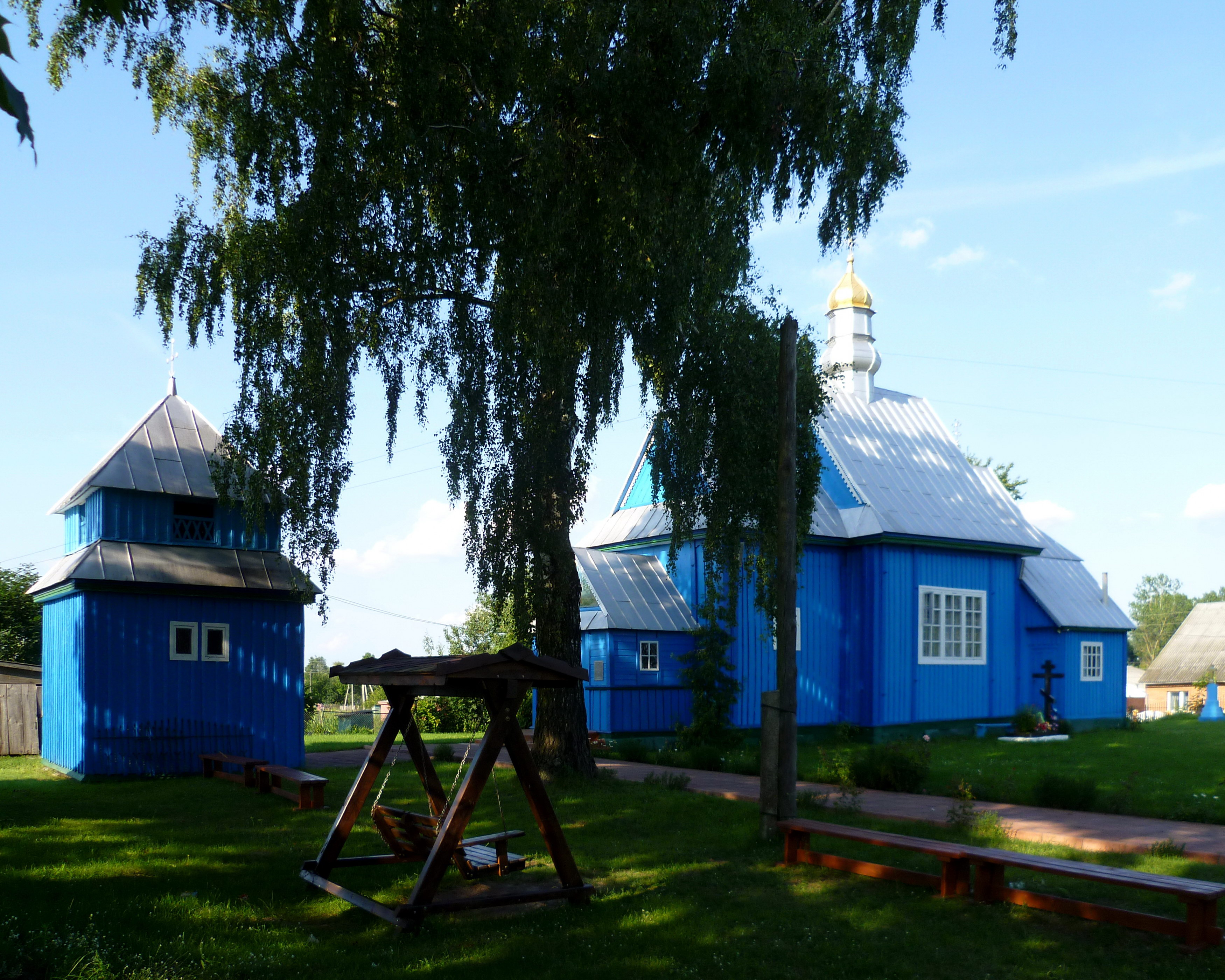
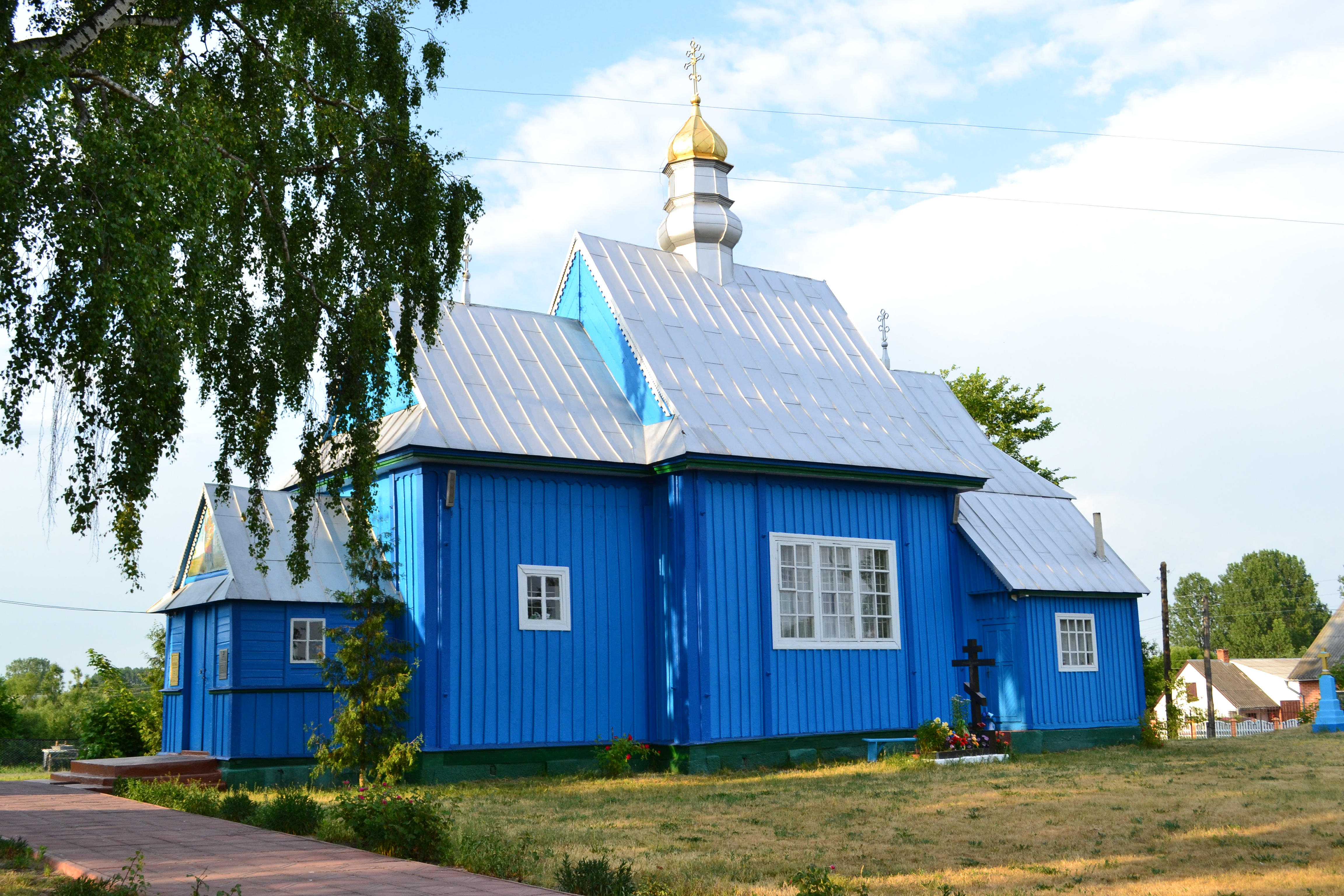
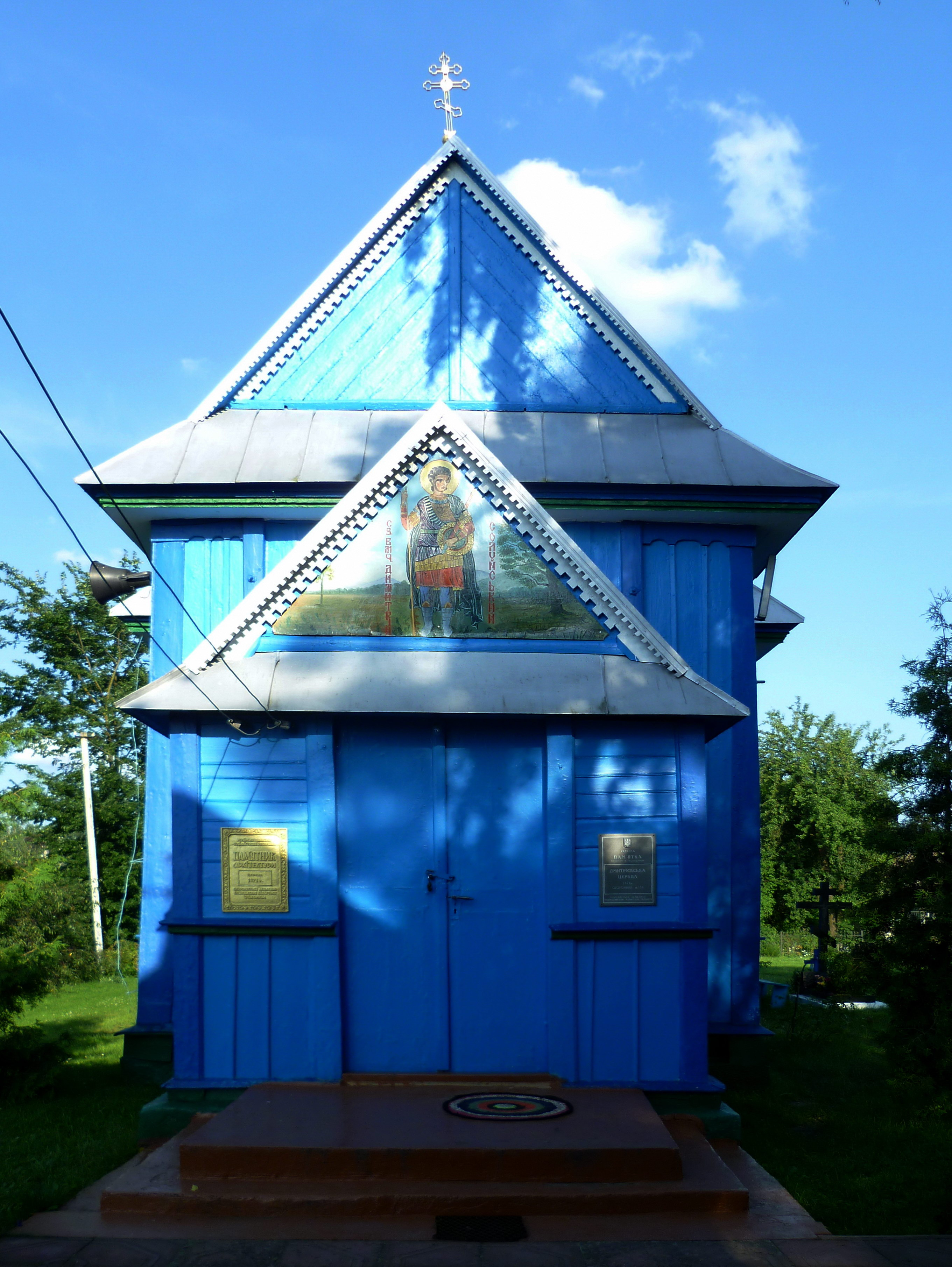
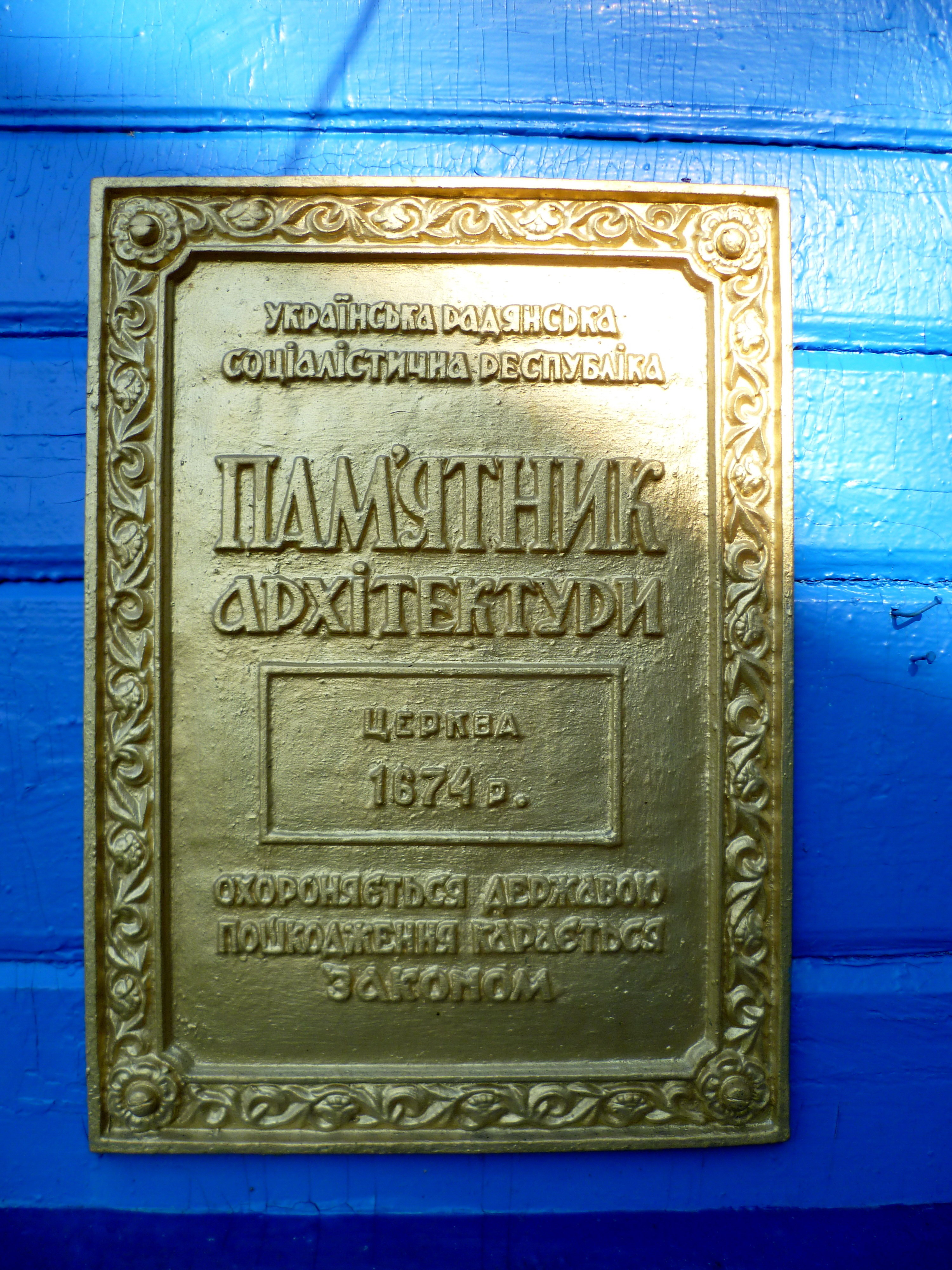
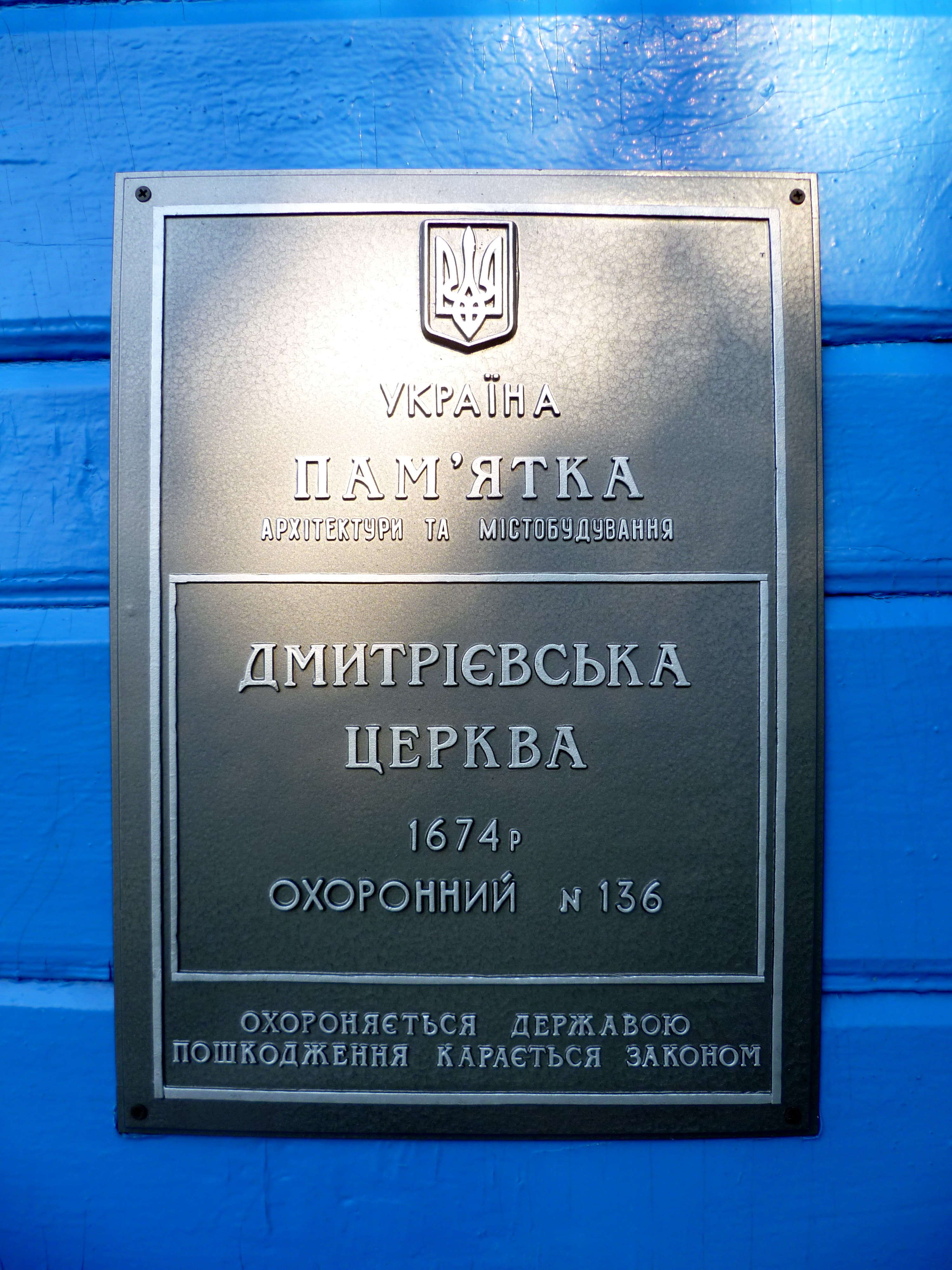
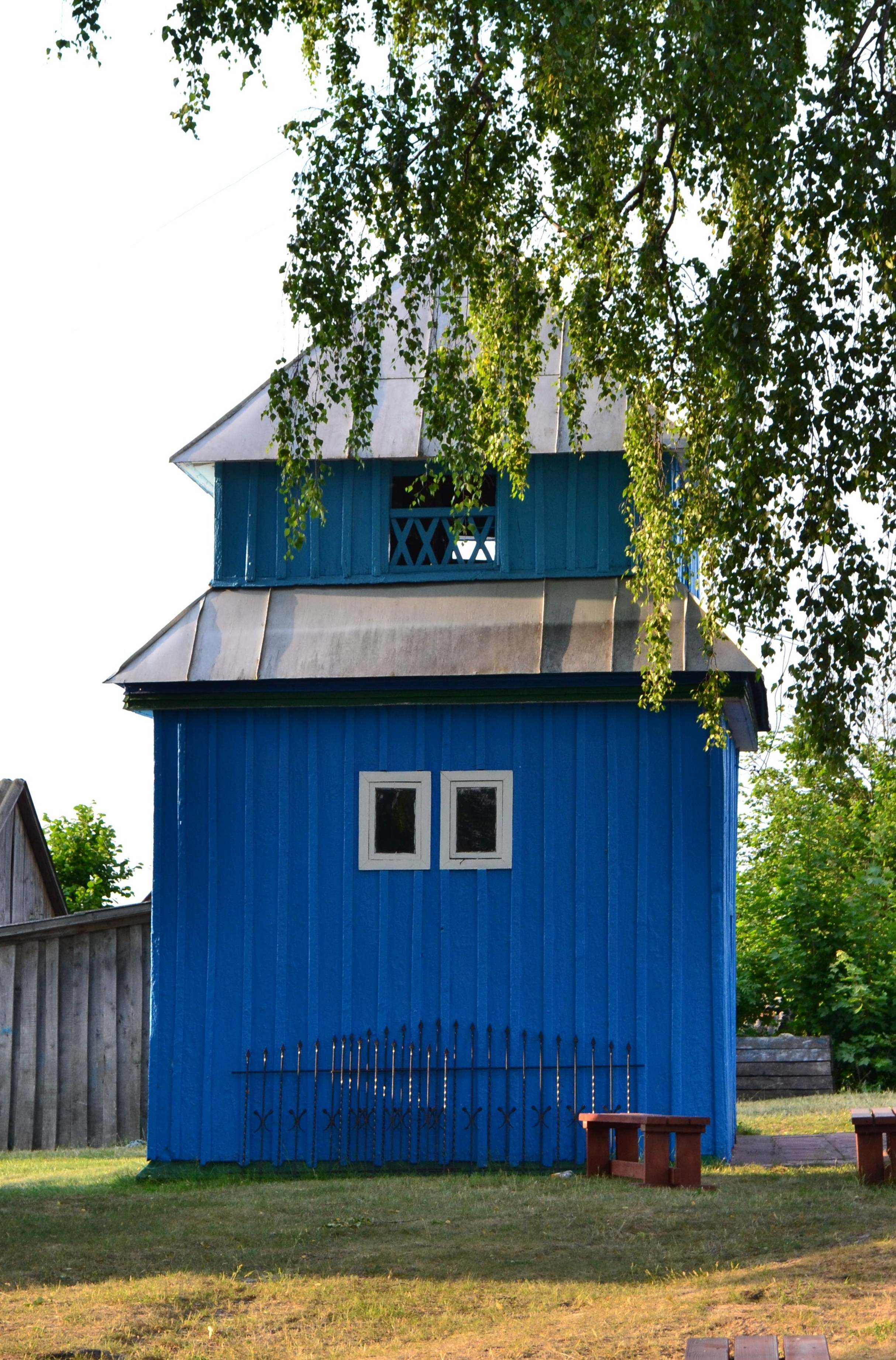
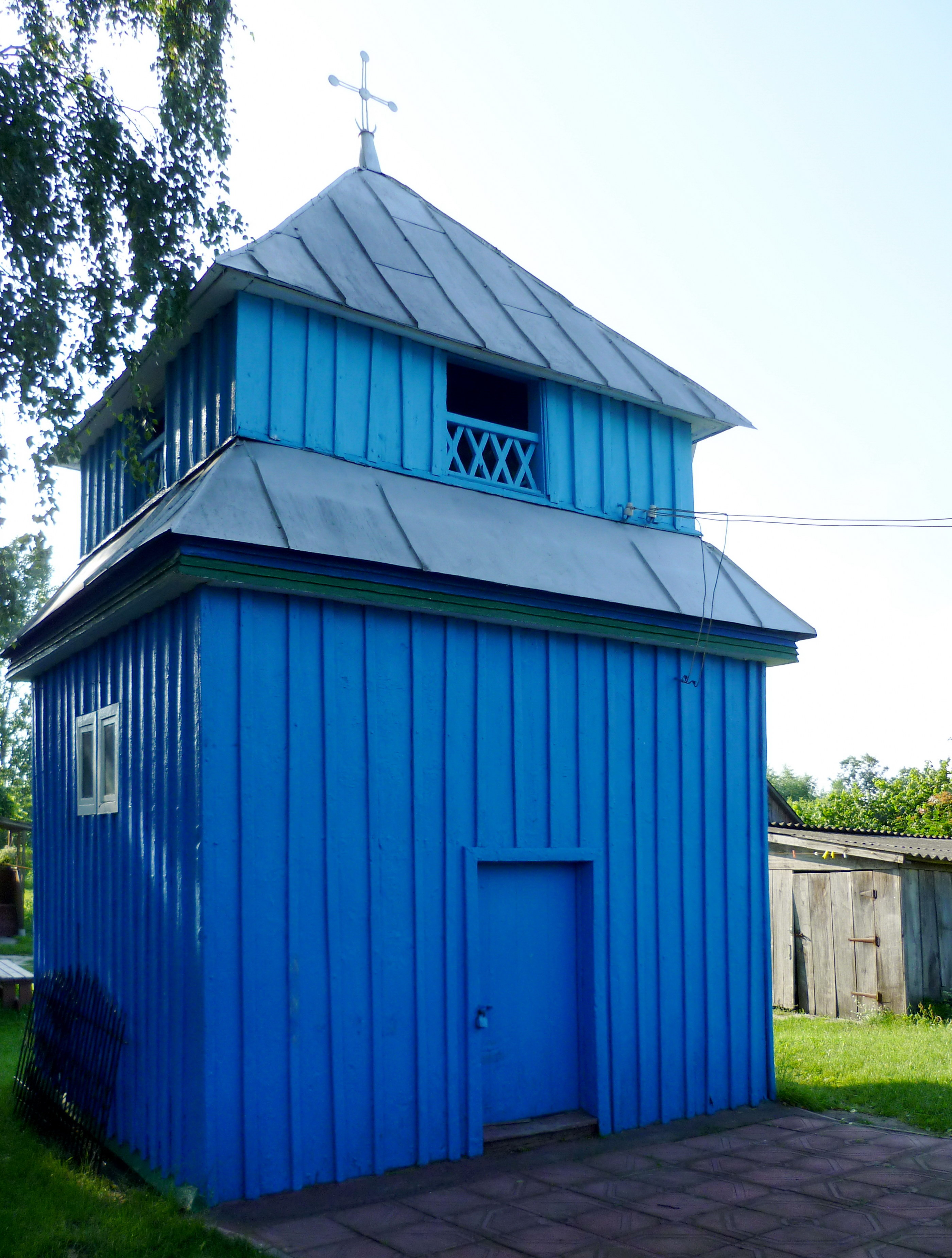